# Castillo de Bairén
El castillo de Bairén, también conocido como de San Juan, es una antigua fortificación ubicada en el término municipal de Gandía.

## Ubicación
Dista del núcleo urbano de la ciudad unos 3 km al norte del municipio y otros tantos de la Playa de Gandía. Está en la parte superior de un montículo a 106 metros sobre el nivel de mar en donde, por el lado Oeste comienza la Sierra de Mondúver y en sus faldas, mirando al Este, la Marjal de Gandía, un humedal.
Se puede visitar accediendo por las curvas de San Juan, viniendo de dirección Alicante, por el polígono Alcodar y desde dirección Valencia antes de la circunvalación gandiense por la N-332.

## Características
El Castillo posee una extensión aproximada de 9 hectáreas. En la actualidad el Castillo está en ruinas aunque ha habido intentos de reconstruirlo. El muro que mira hacia el mar ha sido el único en ser rehabilitado. Desde este lugar existe una amplia panorámica de la Playa y mar Mediterráneo y existe una vista excelente desde Cullera hasta el Montgó.

## Historia
Es probable que fuese una fortificación romana bien emplazada por su dominio visual del mar más que a la defensa ciudades de próximas ya que se estima que la ciudad de Gandía fue fundada alrededor de 1240 cerca de una alquería árabe situada en Beniopa.
En el año 1097 se produjo en esta fortificación una batalla entre los almorávides en un bando contra El Cid y Pedro I de Aragón en el otro. La narración de este hecho, mencionado a la Historia de Roderici Campidocti en el siglo XI, es la primera documentación escrita en la que aparece el castillo. Un siglo después, el célebre geógrafo ceutí Al-Idrisi también lo plasma en su obra.
Finalmente pasó definitivamente a manos cristianas gracias a Jaime I de Aragón, El Conquistador, en 1240 tras la rendición de Abecendrell.